# 加勒特鎮區 (伊利諾伊州道格拉斯縣)
加勒特鎮區（英語：Garrett Township）是位於美國伊利諾伊州道格拉斯縣的一個行政鎮區。

## 地方資料
根據2010年美國人口普查的數據，加勒特鎮區的面積為135.60平方千米，當中陸地面積為135.30平方千米，而水域面積為0.30平方千米。當地共有人口1414人，而人口密度為每平方千米10.43人。